# Gonzalo Rabuñal
Gonzalo Rabuñal Rios (Arteijo, Corunha, a 1 de agosto de 1984) é um ciclista espanhol.
Estreiou como profissional com a equipa Xacobeo Galicia em 2007.
Na Volta a Espanha de 2009 conseguiu uma meritória oitava praça na etapa com final na Serra da Pandera, que teve a Damiano Cunego como vencedor.
Retirou-se em 2010 depois do desaparecimento do conjunto galego e não encontrar equipa com o que seguir competindo.

## Palmarés
Não conseguiu nenhuma vitória como profissional.

## Resultados em Grandes Voltas
| Corrida | Corrida         | 2007 | 2008 | 2009  | 2010 |
| ------- | --------------- | ---- | ---- | ----- | ---- |
|         | Giro d'Italia   | —    | —    | 115.º | —    |
|         | Tour de France  | —    | —    | —     | —    |
|         | Volta a Espanha | —    | —    | 67.º  | 30.º |

—: não participa
Ab.: abandono

## Equipas
- - Karpin/Xacobeo (2007-2010)
  - Karpin Galicia (2007)
  - Xacobeo Galicia (2008-2010)